# Hradiště nad Javornicí
Hradiště nad Javornicí (též Deliba) je zaniklé opevnění na vrchu Hradiště severozápadně od Lhoty v okrese Plzeň-sever. Nachází se nad Machovým mlýnem v nadmořské výšce 446 m. Dochovaly se z něj terénní pozůstatky příkopů a valů. Od roku 1964 je chráněno jako kulturní památka.

## Vrch Hradiště
Hradiště je 446,3 m vysoký lesnatý vrch (nazývaný také Deliba) severovýchodně od Slatiny nacházející se v katastrálním území Lhota u Chříče obce Chříč u severovýchodní hranice okresu Plzeň-sever. Na jeho západním úbočí teče směrem k severu Slatinský potok, ze severu a severovýchodu je vrch obtékán říčkou Javornicí a na jižní straně se svah jen mírně svažuje ke vsi Lhotě. Geomorfologicky vrch spadá do celku Plaská pahorkatina, podcelku Kralovická pahorkatina a okrsku Pavlíkovská pahorkatina.

## Historie
Dnes se na vrcholu této vyvýšeniny nacházejí pozůstatky středověkého opevnění. Archeologicky byla tato lokalita zkoumána v roce 1833 Matyášem Kalinou z Jäthensteinu a Václavem Krolmusem. Ti zde zaznamenali nález na sucho kladené zdi, která tvořila základy čtverhranné stavby. Nálezy se do dnešní doby nedochovaly. V roce 1992 provedl vizuální průzkum a mikrosondáž Tomáš Durdík, který na vrcholu nalezl zbytky fortifikací vejčitého půdorysu obehnané příkopem, vyslovil hypotézu, že se nejedná o panské sídlo, ale o vojenský opěrný bod z období husitských nebo poděbradských válek. Artefakty nalezené Tomášem Durdíkem byly datovány do druhé poloviny 15. století.
V roce 1921 Václav Kočka ve své publikaci umístil na toto místo hradiště Delibu, které zde měli vybudovat Hedčané zajatí při polském tažení Břetislava I. v roce 1038. Historicky a dosud ani archeologicky tato možnost není doložena. August Sedláček ve svém díle Hrady, zámky a tvrze království Českého vyslovil domněnku, že se zde mohlo nacházet sídlo vladyckého rodu z nedaleké vsi Slatiny. Ani tu však nebylo možno dosud prokázat. Existují i neprokázané domněnky a neověřené dohady o tom, zda toto Hradiště nějak blíže nesouviselo s nedalekým hradem Krakovcem, který se nachází na opačném břehu Javornice asi 3 km severně odsud nad jedním z jejích bočních údolí (údolí Krakovského a Šípského potoka).

## Stavební podoba
Půdorys opevnění má vejčitý tvar protažený ve směru východ–západ. Ve skále vysekaný příkop a val před ním, které chrání západní konec areálu, směrem na východ mizí. Vlastním příkopem a valem je chráněn až východní vrchol oválu. Uprostřed severní strany se nachází prohlubeň po archeologicky zkoumané čtverhranné stavbě s délkou strany 6,6 m, v jejímž interiéru byly nalezeny stopy požáru.

## Přístup
Vrch s opevněním je volně přístupný, ale nevede na něj žádná značená cesta. Nejsnazší přístup vede polní cestou, která odbočuje ze silnice mezi Lhotou a Slatinou.